# La Feuillie (Sena Marítim)
La Feuillie és un municipi francès situat al departament del Sena Marítim i a la regió de Normandia. L'any 2007 tenia 1.207 habitants.

## Demografia

### Població
El 2007 la població de fet de La Feuillie era de 1.207 persones. Hi havia 468 famílies de les quals 112 eren unipersonals (36 homes vivint sols i 76 dones vivint soles), 180 parelles sense fills, 156 parelles amb fills i 20 famílies monoparentals amb fills.
La població ha evolucionat segons el següent gràfic:
Habitants censats

### Habitatges
El 2007 hi havia 579 habitatges, 477 eren l'habitatge principal de la família, 82 eren segones residències i 20 estaven desocupats. 535 eren cases i 41 eren apartaments. Dels 477 habitatges principals, 358 estaven ocupats pels seus propietaris, 89 estaven llogats i ocupats pels llogaters i 30 estaven cedits a títol gratuït; 3 tenien una cambra, 36 en tenien dues, 79 en tenien tres, 127 en tenien quatre i 232 en tenien cinc o més. 339 habitatges disposaven pel capbaix d'una plaça de pàrquing. A 230 habitatges hi havia un automòbil i a 196 n'hi havia dos o més.

### Piràmide de població
La piràmide de població per edats i sexe el 2009 era:
| Homes | Edats   | Dones |
| ----- | ------- | ----- |
| 0     | 95 o +  | 4     |
| 12    | 90 a 94 | 12    |
| 8     | 85 a 89 | 20    |
| 8     | 80 a 84 | 12    |
| 20    | 75 a 79 | 32    |
| 28    | 70 a 74 | 16    |
| 76    | 65 a 69 | 44    |
| 24    | 60 a 64 | 28    |
| 24    | 55 a 59 | 20    |
| 28    | 50 a 54 | 20    |
| 36    | 45 a 49 | 56    |
| 40    | 40 a 44 | 52    |
| 56    | 35 a 39 | 24    |
| 32    | 30 a 34 | 36    |
| 28    | 25 a 29 | 24    |
| 20    | 20 a 24 | 28    |
| 56    | 15 a 19 | 24    |
| 28    | 10 a 14 | 32    |
| 8     | 5 a 9   | 32    |
| 32    | 0 a 4   | 28    |

## Economia
El 2007 la població en edat de treballar era de 675 persones, 528 eren actives i 147 eren inactives. De les 528 persones actives 492 estaven ocupades (258 homes i 234 dones) i 36 estaven aturades (14 homes i 22 dones). De les 147 persones inactives 52 estaven jubilades, 44 estaven estudiant i 51 estaven classificades com a «altres inactius».

### Ingressos
El 2009 a La Feuillie hi havia 486 unitats fiscals que integraven 1.232 persones, la mediana anual d'ingressos fiscals per persona era de 18.127 €.

### Activitats econòmiques
Dels 58 establiments que hi havia el 2007, 1 era d'una empresa extractiva, 2 d'empreses alimentàries, 2 d'empreses de fabricació de material elèctric, 2 d'empreses de fabricació d'altres productes industrials, 16 d'empreses de construcció, 9 d'empreses de comerç i reparació d'automòbils, 2 d'empreses de transport, 4 d'empreses d'hostatgeria i restauració, 2 d'empreses financeres, 2 d'empreses immobiliàries, 8 d'empreses de serveis, 5 d'entitats de l'administració pública i 3 d'empreses classificades com a «altres activitats de serveis».
Dels 25 establiments de servei als particulars que hi havia el 2009, 1 era una oficina d'administració d'Hisenda pública, 1 gendarmeria, 1 oficina de correu, 1 taller de reparació d'automòbils i de material agrícola, 1 autoescola, 3 paletes, 1 guixaire pintor, 4 fusteries, 5 lampisteries, 2 electricistes, 1 empresa de construcció, 1 perruqueria, 1 veterinari i 2 restaurants.
Dels 6 establiments comercials que hi havia el 2009, 2 eren botiges de menys de 120 m², 1 una botiga de menys de 120 m², 2 carnisseries i 1 una joieria.
L'any 2000 a La Feuillie hi havia 34 explotacions agrícoles que ocupaven un total de 1.820 hectàrees.

## Equipaments sanitaris i escolars
L'únic equipament sanitari que hi havia el 2009 era una farmàcia.
El 2009 hi havia 1 escola maternal i 1 escola elemental. La Feuillie disposava d'un col·legi d'educació secundària amb 273 alumnes.

## Poblacions més properes
El següent diagrama mostra les poblacions més properes.